# 1818 في النرويج
فيما يلي قوائم الأحداث التي وقعت خلال عام 1818 في النرويج.

## سياسة

### تعيين في المنصب
- 5 فبراير – كارل الرابع عشر يوهان ملكية النرويج.

### انتهاء فترة المنصب
- 5 فبراير – كارل الثالث عشر ملكية النرويج.

## مواليد

### ديسمبر
- 19 ديسمبر – كارل فريدريك فيرنلى عالم فلك نرويجي.

## وفيات

### مارس
- 25 مارس – كاسبر ويسل (مواليد 1745) رياضياتي نرويجي.